# ويليام كامبل برستون بريكينريدغ
ويليام كامبل برستون بريكينريدغ هو محامي وسياسي أمريكي، ولد في 28 أغسطس 1837 في بالتيمور في الولايات المتحدة، وتوفي في 18 نوفمبر 1904 في ليكسينغتون في الولايات المتحدة. نشط حزبياً في الحزب الديمقراطي. وقد انتخب عضو مجلس النواب الأمريكي ‏.